# MORE FRIENDS
『MORE FRIENDS』（モア・フレンズ）は、真野恵里菜の2枚目のアルバム。2010年発売。

## 概要
専属作家である三浦徳子の作詞とまことを除くシャ乱Qメンバーの作曲を中心に収録した。

## 収録曲
1. 元気者で行こう! -Giga Power Mix-
作詞：三浦徳子　作曲：畠山俊昭　編曲：河合英嗣
2. ごめん、話したかっただけ
作詞：三浦徳子　作曲：つんく　編曲：板垣祐介
3. ダレニモイワナイデ
作詞・作曲：KAN・編曲：KAN、泰誠
4. ドレミファどうして?
作詞：三浦徳子　作曲：泰誠　編曲：菊谷知樹
5. Love & Peace = パラダイス
作詞：三浦徳子　作曲：経塚泰誠　編曲：大久保薫
6. Tomorrow
作詞：三浦徳子　作曲：泰誠　編曲：鈴木俊介
7. Ambitious Girls
作詞：三浦徳子　作曲：畠山俊昭　編曲：はたけ、津沢崇
8. 堕天使 エリー
作詞：三浦徳子　作曲・編曲：泰誠
9. 嵐の前のキャンドル
作詞：三浦徳子　作曲：畠山俊昭　編曲：小西貴雄
10. 春の嵐
作詞：三浦徳子　作曲：つんく　編曲：江上浩太郎
11. 家へ帰ろう (sad ver.)
作詞：三浦徳子　作曲：畠山俊昭　編曲：遠藤浩二　英語詞：西田恵美
12. お願いだから…
作詞：三浦徳子　作曲：経塚泰誠　編曲：河合英嗣